# クロノスアーク
『クロノスアーク』は、ヒットポイントが開発しケムコより発売されたロールプレイングゲーム。

## ストーリー
10年に一度の「時返り」に必要なクロノスの欠片を取りにそれを守護する大魔術師を目指している少年のロカ、師匠のテスが祠に向うと謎の男、ゲッペルたちが現れ欠片を奪おうとする。ロカは何とか逃げ切るもテスとゲッペルは行方知れずになってしまう。欠片や師匠らを探すためにロカは自分が住むキリーベ国の王女で幼馴染のサーナと旅をすること決意する。

## 評価
ファミ通クロスレビューでは3DS版は7、7、8、7の29点。レビュアーは「ダンジョンは倉庫番風のパズルが楽しめるのがポイント」「短編小説のようなさらっと楽しめる価格とボリュームが○」「キャラクター育成、武器強化が怠れれず、歯ごたえがある」とした一方「戦闘バランスが少々厳しめに感じる部分もある」「全体的に作業感を感じる」「毒属性の生物のいるエリアに毒消しがいない」としたほか、ゲームのテンポについてアプリ版を元にしていることもあってオートバトルやマップ移動、どこでもセーブ機能が便利とした者とオートバトルがあってもキャラクターの動きがもっさりしてテンポがイマイチとした者に分かれた。
Metacriticでは40/100でGenerally unfavorable reviewsの判定、ノスタルジックでスーパーファミコンのようなのJRPGファン向けで価格に対して楽しいとした一方、ストーリーを批判した。